# Эль Амин Амура, Мохамед
Мохамед Эль Амин Амура (араб. محمد الأمين عمورة‎; род. 9 мая 2000, Таһир, Джиджель) — алжирский футболист, нападающий немецкого клуба «Вольфсбург» и сборной Алжира.

## Клубная карьера
Амура — воспитанник клуба «ЕС Сетиф». 17 февраля 2020 года в матче против «Бордж-Бу-Аррериджа» он дебютировал в алжирской Лиге 1. В этом же поединке Мохамед забил свой первый гол за «ЕС Сетиф». По итогам сезона он забил 15 голов, став лучшим бомбардиром команды. Летом 2021 года Амура перешёл в швейцарский Лугано. В матче против «Грассхоппера» он дебютировал в швейцарской Суперлиге. 2 октября в поединке против «Лозанны» Мохамед забил свой первый гол за «Лугано». В своём дебютном сезоне игрок помог клубу завоевать Кубок Швейцарии.
Летом 2023 года Амура перешёл в бельгийский «Юнион». 3 сентября в матче против «Антверпена» он дебютировал в Жюпиле лиге. 24 сентября в поединке против «Серкль Брюгге» Мохамед сделал «дубль», забив свой первый голы за «Юнион». В матчах розыгрыша Лиги Европы против английского «Ливерпуля» и французской «Тулузы».
В июле 2024 года перешёл в немецкий «Вольфсбург» на правах аренды с правом выкупа.

## Международная карьера
17 июня 2021 года в товарищеском матче против сборной Либерии Амура дебютировал за сборную Алжира. В этом же поединке Мохаед сделал «покер», забив свои первые голы за национальную команду.
В 2022 году Амура в принял участие в Кубке Африки 2021 в Камеруне. На турнире он был запасным и на поле не вышел.
В 2024 году Амура во второй раз принял участие в Кубке Африки 2023 в Кот-д’Ивуаре. На турнире он сыграл в матчах против сборных Анголы и Мавритании.

### Голы за сборную Алжира
| #   | Дата            | Место                                        | Противник  | Счёт | Результат | Соревнование      |
| --- | --------------- | -------------------------------------------- | ---------- | ---- | --------- | ----------------- |
| 01. | 17 июня 2021    | Олимпийский стадион, Оран, Алжир             | Либерия    | 1:1  | 5:1       | Товарищеский матч |
| 02. | 17 июня 2021    | Олимпийский стадион, Оран, Алжир             | Либерия    | 2:1  | 5:1       | Товарищеский матч |
| 03. | 17 июня 2021    | Олимпийский стадион, Оран, Алжир             | Либерия    | 3:1  | 5:1       | Товарищеский матч |
| 04. | 17 июня 2021    | Олимпийский стадион, Оран, Алжир             | Либерия    | 4:1  | 5:1       | Товарищеский матч |
| 05. | 8 июня 2022     | Национальный стадион, Дар-эс-Салам, Танзания | Танзания   | 0:2  | 0:2       | Кубок Африки 2023 |
| 06. | 12 июня 2022    | Джассим бин Хамад, Доха, Катар               | Иран       | 1:2  | 1:2       | Товарищеский матч |
| 07. | 18 июня 2023    | Олимпийский стадион, Дуала, Камерун          | Уганда     | 0:1  | 0:2       | Товарищеский матч |
| 08. | 18 июня 2023    | Олимпийский стадион, Дуала, Камерун          | Уганда     | 0:2  | 0:2       | Товарищеский матч |
| 09. | 13 октября 2023 | Шахид Хамлуи, Константина, Алжир             | Кабо-Верде | 1:0  | 5:1       | Товарищеский матч |
| 10. | 9 января 2024   | Стейд де Кеге, Ломе, Того                    | Бурунди    | 0:4  | 0:4       | Товарищеский матч |

## Достижения
«Лугано»
- Обладатель Кубка Швейцарии: 2021/22

«Юнион»
- Обладатель Кубка Бельгии: 2023/24